# 拉布吕吉耶尔
拉布吕吉耶尔（法語：Labruguière，法語發音：[labʁyɡjɛʁ]）是法国奧克西塔尼大區塔恩省的一个市镇，属于卡斯特尔区。

## 地理
拉布吕吉耶尔（43°32'21"N, 2°15'48"E）面积60.73 平方千米，位于法国奧克西塔尼大區塔恩省，该省份为法国南部内陆省份，北起顺时针与阿韦龙省、埃罗省、奥德省、上加龙省和塔恩-加龙省接壤。
与拉布吕吉耶尔接壤的市镇（或旧市镇、城区）包括：屈克萨克卡巴代斯、拉普拉德、莱马尔蒂、艾格丰德、卡斯特爾、科卡利耶尔、埃斯库桑、拉加里格、马扎梅、纳韦斯、圣阿夫里克-莱蒙塔涅。
拉布吕吉耶尔的时区为UTC+01:00、UTC+02:00（夏令时）。

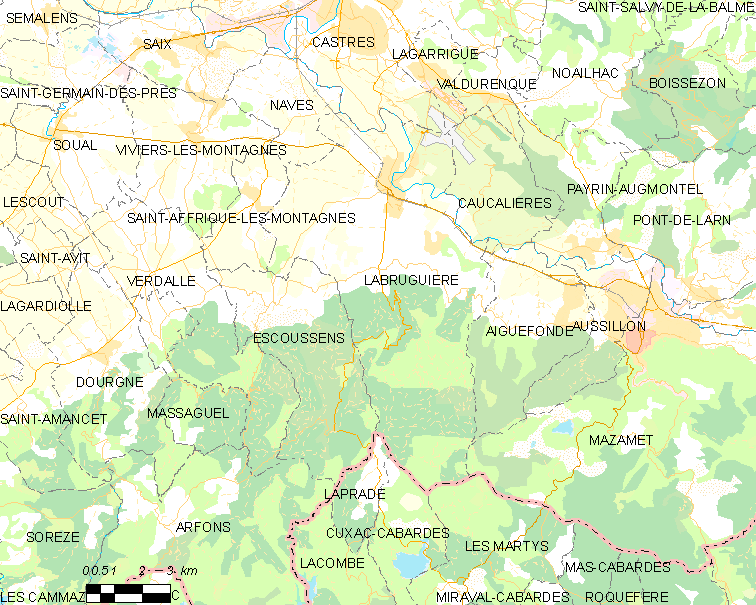
拉布吕吉耶尔的OSM定位图

## 行政
拉布吕吉耶尔的邮政编码为81290，INSEE市镇编码为81120。

## 政治
拉布吕吉耶尔所属的省级选区为努瓦尔山县，同时也是该县的中央投票站所在地。

## 人口

1962-2008年间拉布吕吉耶尔人口变化图示

拉布吕吉耶尔于2022年1月1日时的人口数量为6567人。